# Monumenta Germaniae Historica

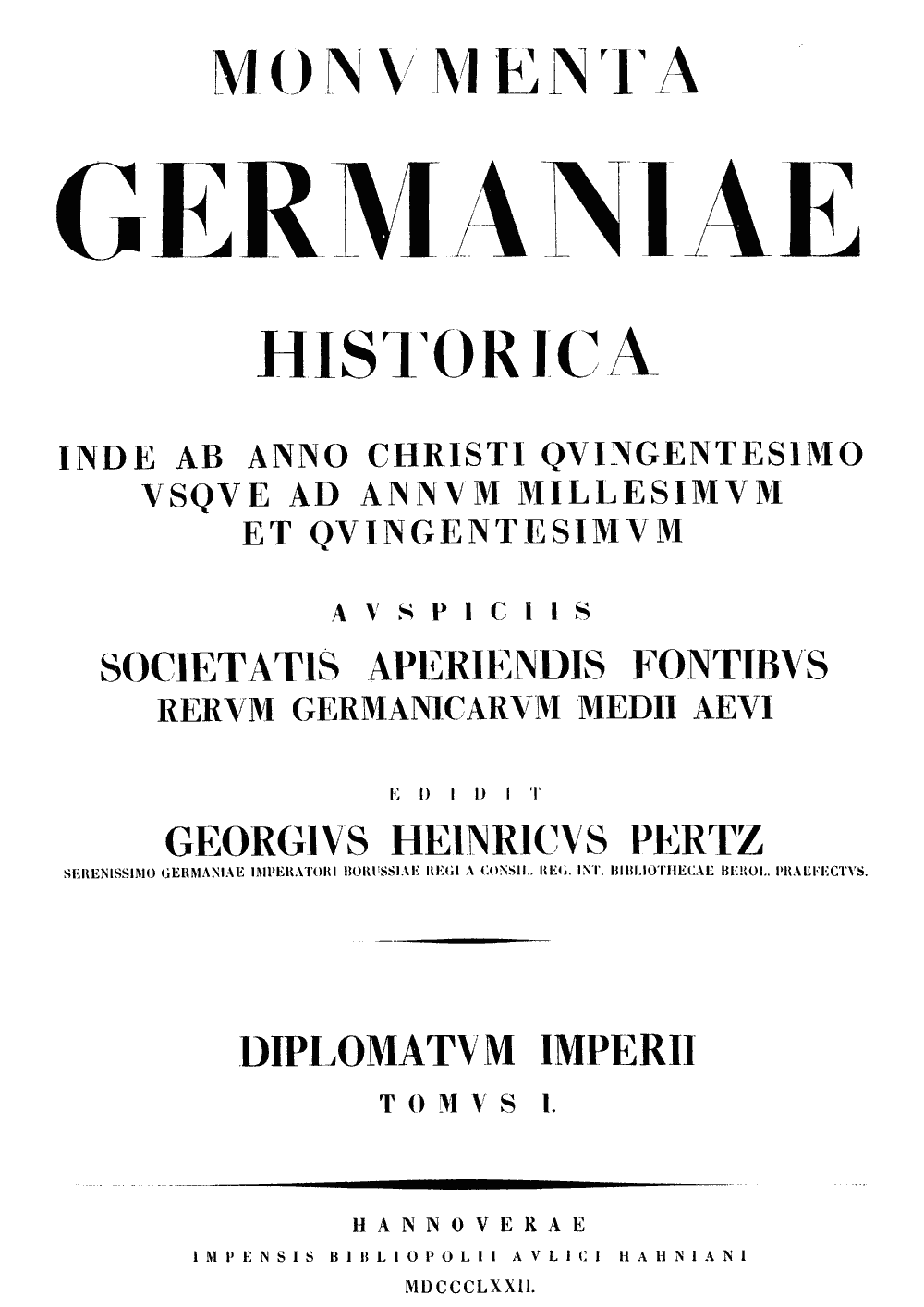
Monumenta Germaniae Historica.

A Monumenta Germaniae Historica (por vezes abreviada para MGH (em bibliografias e listas de fontes) é um conjunto cuidadosamente editado e publicado de fontes primárias tanto de crónicas como de arquivo, para o estudo da História da Alemanha (de uma forma geral) desde o fim do Império Romano até 1500. Apesar do nome, o conjunto de volumes que compõe a obra cobre fontes importantes da história de muitos países para além da Alemanha, pois a Sociedade para a Publicação de Fontes dos Assuntos Germânicos da Idade Média incluiu documentos de muitas outras regiões sujeitas à influências das tribos ou chefes germânicos (Reino Unido, Checoslováquia, Polónia, Áustria, França, Países Baixos, Itália, Espanha, etc.).

## História
A MGH foi criada em Hanôver como sociedade privada de publicações de textos pelo reformador prussiano Heinrich Friedrich Karl Freiherr vom Stein em 1819. O primeiro volume surgiu em 1826. O editor de 1826 a 1874 foi Georg Heinrich Pertz (1795–1876); em 1875 sucedeu-lhe Georg Waitz (1813-1886). Foram muitos os medievalistas da Alemanha e de outros países, que se juntaram ao projecto de procura e comparação de manuscritos, e produzir edições académicas. O lema escolhido, Sanctus amor patriae dat animum ("O sagrado amor pela Pátria faz o espírito") é explicado como juntar o nacionalismo romântico com o conhecimento académico.
Em 1875, a MGH passou a ser uma instituição mais formal com a sua sede em Berlim. Foi assumida pelo Estado 1935 mudando de designação para Reichsinstitut für ältere deutsche Geschichtskunde (Instituto do Reich para a Antiga História Germânica). Em 1945, no final da Segunda Guerra Mundial, o instituto foi abolido, mas foi, de novo, instituído com o seu nome original com o apoio de instituições alemãs e da Academia Austríaca de Ciências.
O Instituto Monumenta Germaniae Historica está situado em Munique desde 1949 e possui uma biblioteca de grande dimensão especializada em história medieval da Alemanha e Europa, incluindo história religiosa, com 130 000 monografias e cerca de 150 000 escritos dependentes Mudou-se para suas instalações atuais no prédio da Biblioteca Estadual da Baviera em 1967. É um esforço significativo de conhecimento histórico, continua no século XXI. Em 2004, a MGH, com o apoio da Deutsche Forschungsgemeinschaft, colocou on-line as suas publicações em formato digital, via ligação na página da MGH.

## Divisões
A obra está organizada em cinco divisões principais: Antiquitates, Diplomata, Epistolae, Leges e Scriptores, com uma pequena divisão adicional para Necrologia. Várias séries adicionais foram criadas, incluindo um conjunto mais compacto de volumes para utilização escolar (Scriptores in usum scholarum) e estudos especiais (MGH Schriften).